# Ngujo
Ngujo is een bestuurslaag in het regentschap Bojonegoro van de provincie Oost-Java, Indonesië. Ngujo telt 2986 inwoners (volkstelling 2010).